# Großsteingrab Lammershagen
Das Großsteingrab Lammershagen ist eine megalithische Grabanlage der jungsteinzeitlichen Trichterbecherkultur bei Lammershagen im Kreis Plön in Schleswig-Holstein. Es trägt die Sprockhoff-Nummer 200.

## Lage
Das Grab befindet sich etwa 1,5 km südlich von Lammershagen und 300 m östlich der Straße nach Mucheln auf einem Feld.

## Beschreibung
Die Anlage besitzt eine nordwest-südöstlich orientierte ovale Hügelschüttung mit einer Länge von 16 m und einer Breite von 9 m. Von der Umfassung sind noch zahlreiche Steine vorhanden, nur das Nordostende fehlt. Die ebenfalls nordwest-südöstlich orientierte Grabkammer liegt annähernd mittig. Es handelt sich um ein Ganggrab mit einer Länge von etwa 5 m und einer Breite von etwa 1,2 m. Es sind noch vier von ursprünglich wohl fünf Wandsteinen an der nordöstlichen und einer von ursprünglich wohl vier Wandsteinen an der südwestlichen Langseite sowie die beiden Abschlusssteine an den Schmalseiten vorhanden. Von den ursprünglich drei Decksteinen sind noch zwei erhalten, die etwas nach Süden verlagert sind. Ein östlich der Kammer liegender Stein lässt sich nicht sicher zuordnen. Der Zugang zur Kammer dürfte sich an der Mitte der Südwestseite befunden haben.